# Позафолеш-ду-Бишпу
Позафолеш-ду-Бишпу (порт. Pousafoles do Bispo)  —  район (фрегезия) в Португалии,  входит в округ Гуарда. Является составной частью муниципалитета  Сабугал. По старому административному делению входил в провинцию Бейра-Алта. Входит в экономико-статистический  субрегион Бейра-Интериор-Норте, который входит в Центральный регион. Население составляет 338 человек на 2001 год. Занимает площадь 18,85 км².
Покровителем района считается Иисус Христос (порт. Divino Salvador). 